# Jack Kemp

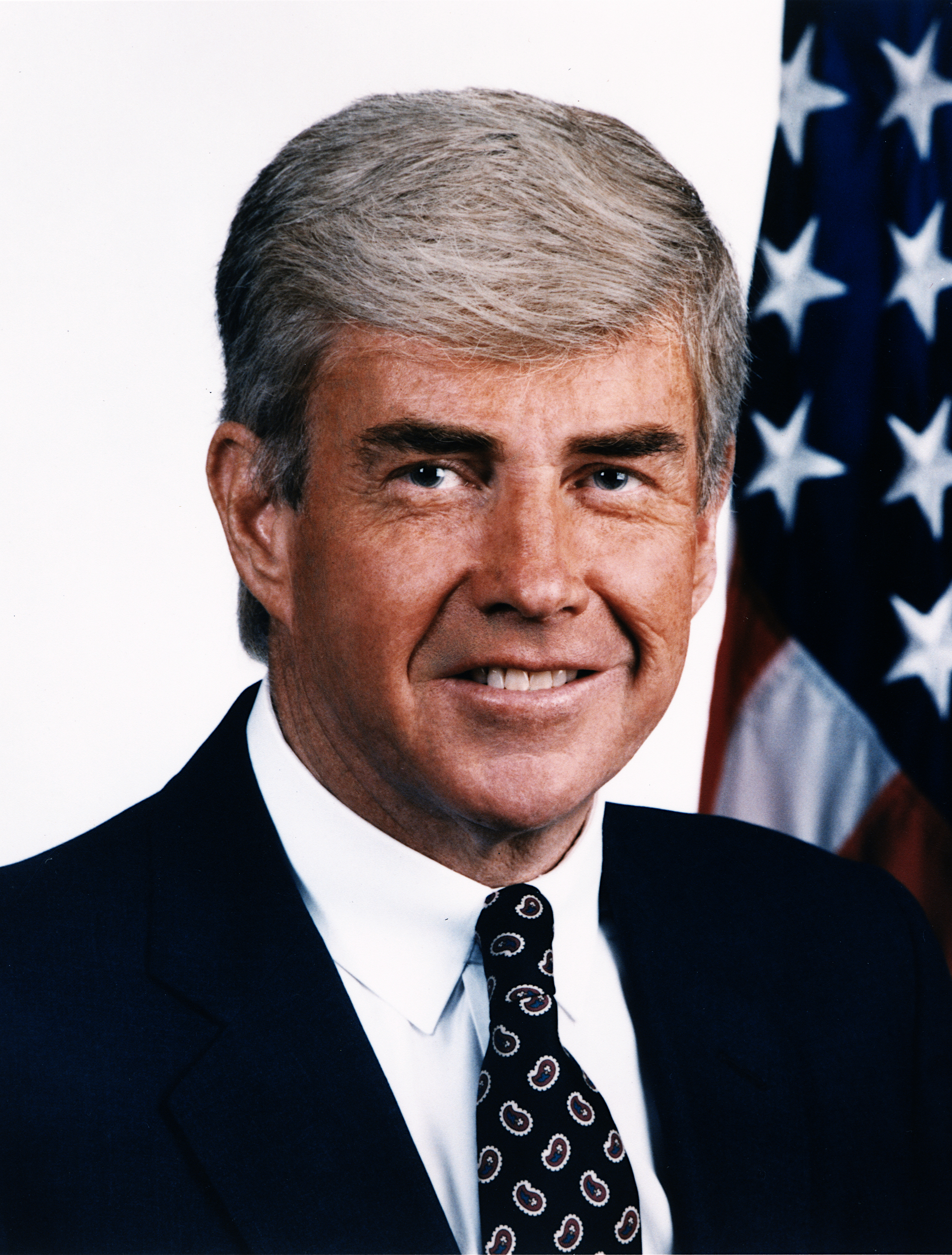
Jack Kemp

Jack French Kemp Jr. (* 13. Juli 1935 in Los Angeles, Kalifornien; † 2. Mai 2009 in Bethesda, Maryland) war ein US-amerikanischer Politiker und American-Football-Spieler.

## Sportliche Laufbahn
Als Quarterback spielte er 13 Jahre lang von 1957 bis 1969 in der National Football League (NFL), der Canadian Football League (CFL) und der American Football League (AFL).

## Politische Karriere
Kemp saß von 1971 bis 1989 für den US-Bundesstaat New York im Repräsentantenhaus der Vereinigten Staaten. Dort war er von 1981 bis 1987, also im 97., 98. und 99. Kongress der Vereinigten Staaten, der Vorsitzende der House Republican Conference und somit der dritthöchste Republikaner nach dem republikanischen Parteiführer (Minority-Leader) Robert H. Michel und dem republikanischen Minority-Whip Trent Lott. 1988 bewarb er sich um die Nominierung als Präsidentschaftskandidat der Republikaner, blieb aber gegenüber dem späteren US-Präsidenten George H. W. Bush chancenlos. Dieser berief ihn in sein Kabinett, in dem Kemp von 1989 bis 1993 als Bauminister tätig war. Im Präsidentschaftswahlkampf 1996 war er Bob Doles Running Mate, der Kandidat für das Amt des Vizepräsidenten. Kemp bezeichnete sich selbst immer als bleeding heart conservative (englisch für: mitfühlender Konservativer).
Paul Ryan, späterer Running Mate von Mitt Romney im Wahlkampf 2012 und Sprecher des Repräsentantenhauses, bezeichnete Kemp als Mentor. Im Wahlkampf 1996 hatte Ryan als Kemps Redenschreiber gearbeitet.

## Familie
Jack Kemp war verheiratet mit Joanne Main; sie hatten zwei Söhne und zwei Töchter.

## Auszeichnungen
Er erhielt 1965 den MVP-Award als Kapitän der Buffalo Bills.
- 2009 Presidential Medal of Freedom

## Schriften
- An American Idea: Ending Limits to Growth, Goodrich, 1985
- An American Renaissance: Strategy for the 1980s, ISBN 0-06-012283-8, Harper & Row, 1979
- Trusting the People: The Dole-Kemp Plan to Free the Economy and Create a Better America, ISBN 0-694-51804-2 audiobook 1996, zusammen mit Bob Dole
- Together We Can Meet the Challenge: Winning the Fight Against Drugs, ISBN 978-0-7881-0272-1, U.S. Department of Housing and Urban Development, 1994
- Pro Sports: Should the Government Intervene?, ISBN 978-0-8447-2097-5, American Enterprise Institute for Public Policy Research, 1977